# Omey
Omey település Franciaországban, Marne megyében. Lakosainak száma 201 fő (2022. január 1.). Omey Pogny, La Chaussée-sur-Marne, Cheppes-la-Prairie és Francheville községekkel határos.

## Népesség
A település népességének változása:
| Lakosok száma | 356  | 313  | 304  | 249  | 225  | 220  | 211  | 205  | 202  | 201  |
|               | 1968 | 1982 | 1990 | 2006 | 2013 | 2015 | 2017 | 2019 | 2020 | 2022 |